# Macrosiphoniella
Macrosiphoniella är ett släkte av insekter som beskrevs av Del Guecio 1909. Macrosiphoniella ingår i familjen långrörsbladlöss.

## Dottertaxa tillMacrosiphoniella, i alfabetisk ordning[1][2]
- Macrosiphoniella abrotani
- Macrosiphoniella absinthii
- Macrosiphoniella aetnensis
- Macrosiphoniella aktaschica
- Macrosiphoniella aktashica
- Macrosiphoniella alatavica
- Macrosiphoniella albicola
- Macrosiphoniella altaica
- Macrosiphoniella annulata
- Macrosiphoniella antennata
- Macrosiphoniella arenariae
- Macrosiphoniella artemisiae
- Macrosiphoniella asteris
- Macrosiphoniella asterophagum
- Macrosiphoniella atra
- Macrosiphoniella atrata
- Macrosiphoniella austriacae
- Macrosiphoniella bozhkoae
- Macrosiphoniella brevisiphona
- Macrosiphoniella capillaricola
- Macrosiphoniella caucasica
- Macrosiphoniella cayratiae
- Macrosiphoniella cegmidi
- Macrosiphoniella chaetosiphon
- Macrosiphoniella chamaemelifoliae
- Macrosiphoniella cinerescens
- Macrosiphoniella confusa
- Macrosiphoniella crassipes
- Macrosiphoniella crepidis
- Macrosiphoniella cymbariae
- Macrosiphoniella davazhamci
- Macrosiphoniella dimidiata
- Macrosiphoniella dracunculi
- Macrosiphoniella dubia
- Macrosiphoniella erigeronis
- Macrosiphoniella femorata
- Macrosiphoniella flaviviridis
- Macrosiphoniella formosartemisiae
- Macrosiphoniella frigidae
- Macrosiphoniella frigidicola
- Macrosiphoniella frigidivora
- Macrosiphoniella galatellae
- Macrosiphoniella glabra
- Macrosiphoniella gmelinicola
- Macrosiphoniella grandicauda
- Macrosiphoniella helichrysi
- Macrosiphoniella hikosanensis
- Macrosiphoniella hillerislambersi
- Macrosiphoniella himalayana
- Macrosiphoniella hokkaidensis
- Macrosiphoniella huaidensis
- Macrosiphoniella ixeridis
- Macrosiphoniella jankei
- Macrosiphoniella jaroslavi
- Macrosiphoniella kalimpongensis
- Macrosiphoniella kaufmanni
- Macrosiphoniella kermanensis
- Macrosiphoniella kikungshana
- Macrosiphoniella kirgisica
- Macrosiphoniella kuwayamai
- Macrosiphoniella leucanthemi
- Macrosiphoniella lidiae
- Macrosiphoniella lijiangensis
- Macrosiphoniella linariae
- Macrosiphoniella lithospermi
- Macrosiphoniella longirostrata
- Macrosiphoniella lopatini
- Macrosiphoniella ludovicianae
- Macrosiphoniella maculata
- Macrosiphoniella madeirensis
- Macrosiphoniella medvedevi
- Macrosiphoniella miestingeri
- Macrosiphoniella millefolii
- Macrosiphoniella mutellinae
- Macrosiphoniella myohyangsani
- Macrosiphoniella nigropilosa
- Macrosiphoniella nitida
- Macrosiphoniella oblonga
- Macrosiphoniella olgae
- Macrosiphoniella oronensis
- Macrosiphoniella pallidipes
- Macrosiphoniella papillata
- Macrosiphoniella paradoxa
- Macrosiphoniella paraoblonga
- Macrosiphoniella paucisetosa
- Macrosiphoniella pennsylvanica
- Macrosiphoniella persequens
- Macrosiphoniella piceaphis
- Macrosiphoniella procerae
- Macrosiphoniella pseudoartemisiae
- Macrosiphoniella pseudotanacetaria
- Macrosiphoniella ptarmicae
- Macrosiphoniella pulvera
- Macrosiphoniella riedeli
- Macrosiphoniella sanborni
- Macrosiphoniella saussureae
- Macrosiphoniella scepariae
- Macrosiphoniella sejuncta
- Macrosiphoniella sibirica
- Macrosiphoniella sieversianae
- Macrosiphoniella sikkimartemisiae
- Macrosiphoniella silvestrii
- Macrosiphoniella similioblonga
- Macrosiphoniella sojaki
- Macrosiphoniella soosi
- Macrosiphoniella spinipes
- Macrosiphoniella staegeri
- Macrosiphoniella subaequalis
- Macrosiphoniella subterranea
- Macrosiphoniella sudhakaris
- Macrosiphoniella szalaymarzsoi
- Macrosiphoniella tadshikana
- Macrosiphoniella taesongsanensis
- Macrosiphoniella tanacetaria
- Macrosiphoniella tapuskae
- Macrosiphoniella teriolana
- Macrosiphoniella tuberculata
- Macrosiphoniella tuberculatumartemisicola
- Macrosiphoniella turanica
- Macrosiphoniella umarovi
- Macrosiphoniella usquertensis
- Macrosiphoniella vallesiacae
- Macrosiphoniella xeranthemi
- Macrosiphoniella yangi
- Macrosiphoniella yomenae
- Macrosiphoniella yomogicola
- Macrosiphoniella yomogifoliae
- Macrosiphoniella zayuensis

## Bildgalleri

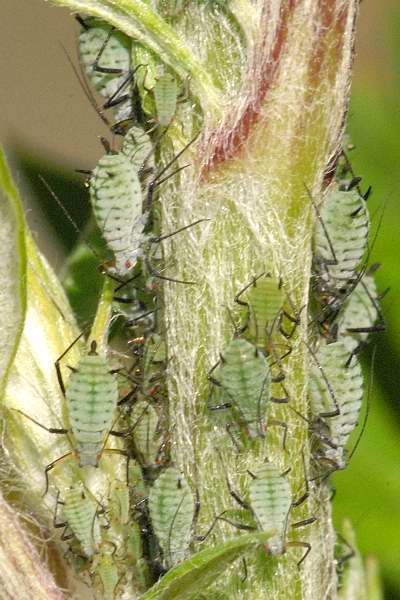
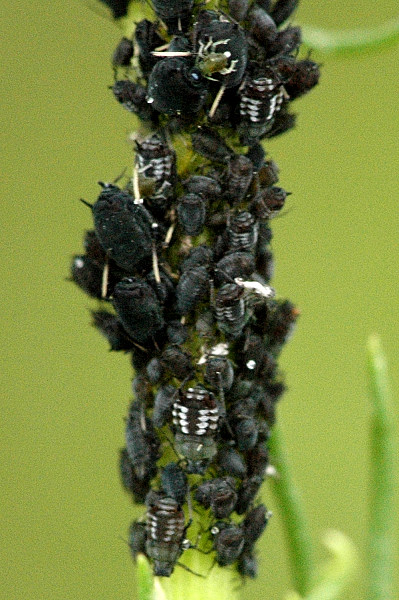